# Megaloproctus bifasciatus
Megaloproctus bifasciatus är en stekelart som först beskrevs av Szepligeti 1904.  Megaloproctus bifasciatus ingår i släktet Megaloproctus och familjen bracksteklar. Inga underarter finns listade i Catalogue of Life.